# Verdwenen in de Sargassozee
Verdwenen in de Sargassozee is het vijfde deel in de reeks Dolfijnenkind door Patrick Lagrou. Het is in 2005 verschenen.

## Korte inhoud
Na een hevige winterstorm komt aan de Atlantische kust van Long Island een veld van wier te liggen, dat volgens een zekere doctor Otto Wagner van de Sargassozee komt. Hierna ondervindt Marijn vreemde verschijnselen: kompassen die tilt slaan en verschijningen die er eigenlijk niet zijn. Marijn zoekt dit alles uit.
Het dolfijnenkind (1992) · Het monster uit de diepte (1995) · De poorten van Atlantis (1998) · De schat van de boekaniers (2001) · Verdwenen in de Sargassozee (2005) · Red de dolfijnen! (2007) · Offer in de Andes (2006) · Dolfijnen vrij! (2008) · Dans van de roze dolfijn (2010) · Victoria (2012) — 
Achtergrondboek: Het grote Dolfijnenkindboek (2012)